# 24 uur van Le Mans 1985

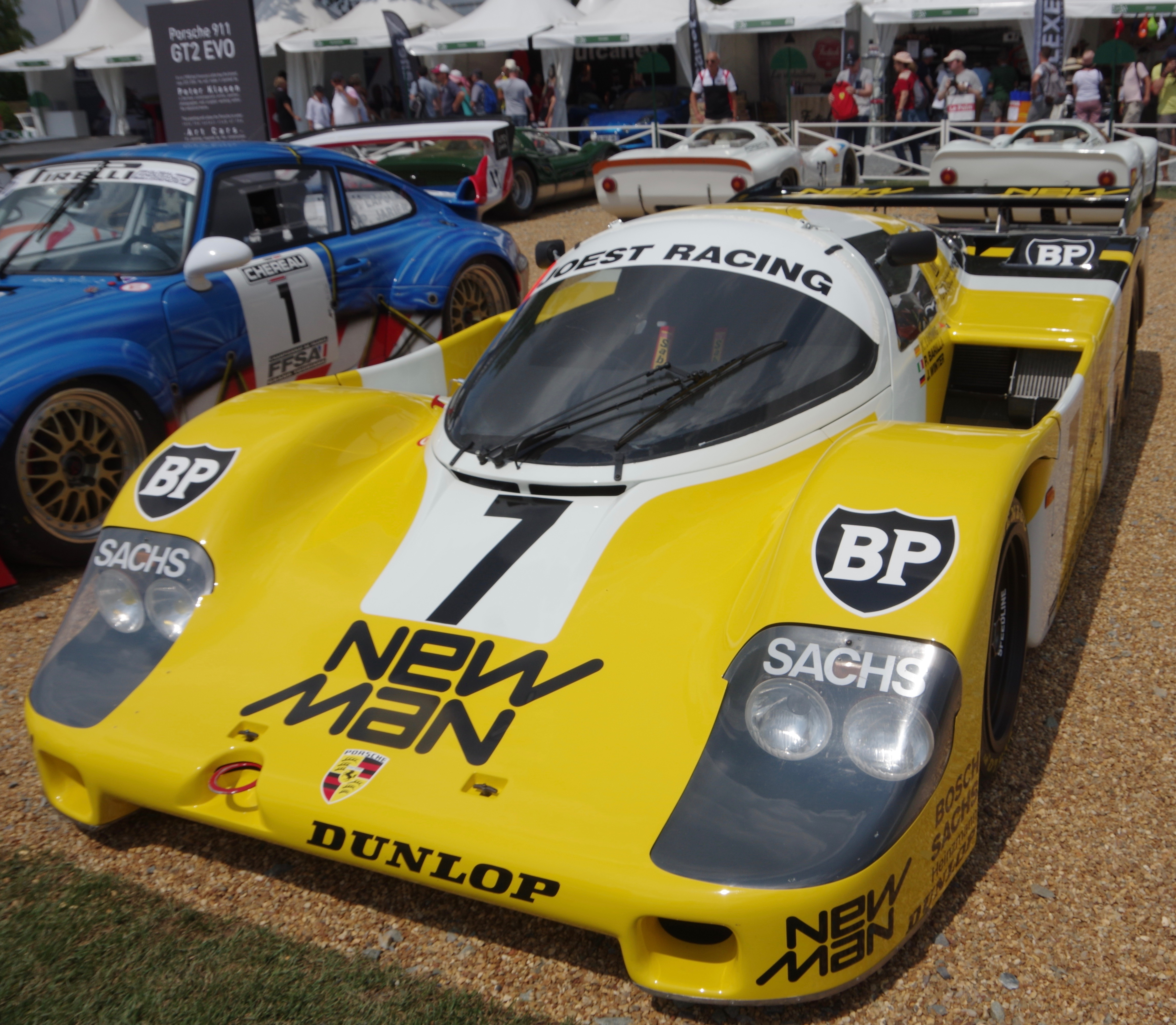
De winnende auto: de Porsche 956B #7.

De 24 uur van Le Mans 1985 was de 53e editie van deze endurancerace. De race werd verreden op 15 en 16 juni 1985 op het Circuit de la Sarthe nabij Le Mans, Frankrijk.
De race werd gewonnen door de New-Man Joest Racing #7 van Klaus Ludwig, Paolo Barilla en Louis Krages. Voor Barilla en Krages was het hun eerste Le Mans-zege, terwijl Ludwig zijn derde overwinning behaalde. De C2-klasse werd gewonnen door de Spice Engineering #70 van Gordon Spice, Ray Bellm en Mark Galvin. De GTP-klasse werd gewonnen door de Jaguar Group 44 #44 van Bob Tullius, Chip Robinson en Claude Ballot-Léna. De B-klasse werd gewonnen door de Helmut Gall #151 van Edgar Dören, Martin Birrane en Jean-Paul Libert.
Tijdens de kwalificatie zette Hans-Joachim Stuck de snelste ronde ooit gereden op Le Mans neer, met een gemiddelde snelheid van 251,815 km/h. Dit record werd pas in 2017 verbroken door Kamui Kobayashi, die 251,882 km/h reed op een langzamere en veiligere layout van het circuit. Het was tevens de laatste keer dat zesvoudig winnaar Jacky Ickx deelnam aan de race. Zijn recordaantal overwinningen werd in 2005 verbroken door Tom Kristensen, die uiteindelijk negen keer zou winnen.

## Race
Winnaars in hun klasse zijn vetgedrukt. Auto's die minder dan 70% van de afstand van de winnaar (261 ronden) hadden afgelegd werden niet geklasseerd. De #41 WM Peugeot werd gediskwalificeerd omdat de auto te licht was.
| Pos. | Klasse | No. | Team                                    | Coureurs                                                     | Chassis                            | Banden | Ronden |
| Pos. | Klasse | No. | Team                                    | Coureurs                                                     | Motor                              | Banden | Ronden |
| ---- | ------ | --- | --------------------------------------- | ------------------------------------------------------------ | ---------------------------------- | ------ | ------ |
| 1    | C1     | 7   | New-Man Joest Racing                    | Klaus Ludwig Paolo Barilla Louis Krages                      | Porsche 956B                       | D      | 374    |
| 1    | C1     | 7   | New-Man Joest Racing                    | Klaus Ludwig Paolo Barilla Louis Krages                      | Porsche Type-935 2.6L Turbo Flat-6 | D      | 374    |
| 2    | C1     | 14  | Richard Lloyd Racing                    | Jonathan Palmer James Weaver Richard Lloyd                   | Porsche 956 GTi                    | G      | 371    |
| 2    | C1     | 14  | Richard Lloyd Racing                    | Jonathan Palmer James Weaver Richard Lloyd                   | Porsche Type-935 2.6L Turbo Flat-6 | G      | 371    |
| 3    | C1     | 2   | Rothmans Porsche                        | Derek Bell Hans-Joachim Stuck                                | Porsche 962C                       | D      | 367    |
| 3    | C1     | 2   | Rothmans Porsche                        | Derek Bell Hans-Joachim Stuck                                | Porsche Type-935 2.6L Turbo Flat-6 | D      | 367    |
| 4    | C1     | 33  | John Fitzpatrick Racing                 | Jo Gartner David Hobbs Guy Edwards                           | Porsche 956B                       | Y      | 366    |
| 4    | C1     | 33  | John Fitzpatrick Racing                 | Jo Gartner David Hobbs Guy Edwards                           | Porsche Type-935 2.6L Turbo Flat-6 | Y      | 366    |
| 5    | C1     | 10  | Porsche Kremer Racing                   | Mario Hytten George Fouché Sarel van der Merwe               | Porsche 956B                       | G      | 361    |
| 5    | C1     | 10  | Porsche Kremer Racing                   | Mario Hytten George Fouché Sarel van der Merwe               | Porsche Type-935 2.6L Turbo Flat-6 | G      | 361    |
| 6    | C1     | 4   | Martini Lancia                          | Bob Wollek Alessandro Nannini Lucio Cesario                  | Lancia LC2                         | M      | 360    |
| 6    | C1     | 4   | Martini Lancia                          | Bob Wollek Alessandro Nannini Lucio Cesario                  | Ferrari 308C 3.0L Turbo V8         | M      | 360    |
| 7    | C1     | 5   | Martini Lancia                          | Henri Pescarolo Mauro Baldi                                  | Lancia LC2                         | M      | 358    |
| 7    | C1     | 5   | Martini Lancia                          | Henri Pescarolo Mauro Baldi                                  | Ferrari 308C 3.0L Turbo V8         | M      | 358    |
| 8    | C1     | 26  | Obermaier Racing Team                   | Jürgen Lässig Jesús Pareja Hervé Regout                      | Porsche 956                        | G      | 357    |
| 8    | C1     | 26  | Obermaier Racing Team                   | Jürgen Lässig Jesús Pareja Hervé Regout                      | Porsche Type-935 2.6L Turbo Flat-6 | G      | 357    |
| 9    | C1     | 11  | Porsche Kremer Racing                   | Jean-Pierre Jarier Mike Thackwell Franz Konrad               | Porsche 962C                       | G      | 356    |
| 9    | C1     | 11  | Porsche Kremer Racing                   | Jean-Pierre Jarier Mike Thackwell Franz Konrad               | Porsche Type-935 2.6L Turbo Flat-6 | G      | 356    |
| 10   | C1     | 1   | Rothmans Porsche                        | Jacky Ickx Jochen Mass                                       | Porsche 962C                       | D      | 348    |
| 10   | C1     | 1   | Rothmans Porsche                        | Jacky Ickx Jochen Mass                                       | Porsche Type-935 2.6L Turbo Flat-6 | D      | 348    |
| 11   | C1     | 66  | EMKA Productions, Ltd.                  | Tiff Needell Steve O'Rourke Nick Faure                       | EMKA C84/1                         | D      | 338    |
| 11   | C1     | 66  | EMKA Productions, Ltd.                  | Tiff Needell Steve O'Rourke Nick Faure                       | Aston Martin-Tickford 5.3L V8      | D      | 338    |
| 12   | C1     | 36  | Tom's Team                              | Satoru Nakajima Masanori Sekiya Kaoru Hoshino                | Tom's 85C-L                        | B      | 330    |
| 12   | C1     | 36  | Tom's Team                              | Satoru Nakajima Masanori Sekiya Kaoru Hoshino                | Toyota 4T-GT 2.1L Turbo I4         | B      | 330    |
| 13   | GTP    | 44  | Jaguar Group 44                         | Bob Tullius Chip Robinson Claude Ballot-Léna                 | Jaguar XJR-5                       | G      | 324    |
| 13   | GTP    | 44  | Jaguar Group 44                         | Bob Tullius Chip Robinson Claude Ballot-Léna                 | Jaguar 6.0L V12                    | G      | 324    |
| 14   | C2     | 70  | Spice Engineering                       | Gordon Spice Ray Bellm Mark Galvin                           | Spice-Tiga GC85                    | A      | 312    |
| 14   | C2     | 70  | Spice Engineering                       | Gordon Spice Ray Bellm Mark Galvin                           | Ford Cosworth DFL 3.3L V8          | A      | 312    |
| 15   | B      | 151 | Helmut Gall                             | Edgar Dören Martin Birrane Jean-Paul Libert                  | BMW M1                             | A      | 307    |
| 15   | B      | 151 | Helmut Gall                             | Edgar Dören Martin Birrane Jean-Paul Libert                  | BMW M88 3.5L I6                    | A      | 307    |
| 16   | C2     | 75  | ADA Engineering                         | Ian Harrower Steve Earle John Sheldon                        | Gebhardt JC843                     | A      | 299    |
| 16   | C2     | 75  | ADA Engineering                         | Ian Harrower Steve Earle John Sheldon                        | Ford Cosworth DFL 3.3L V8          | A      | 299    |
| 17   | C1     | 42  | WM Peugeot                              | Michel Pignard Jean-Daniel Raulet Jean Rondeau               | WM P83B                            | M      | 299    |
| 17   | C1     | 42  | WM Peugeot                              | Michel Pignard Jean-Daniel Raulet Jean Rondeau               | Peugeot PRV 2.6L Turbo V6          | M      | 299    |
| 18   | C1     | 39  | Bussi Racing                            | Bruno Sotty Jean-Claude Justice Patrick Oudet                | Rondeau M382                       | D      | 291    |
| 18   | C1     | 39  | Bussi Racing                            | Bruno Sotty Jean-Claude Justice Patrick Oudet                | Ford Cosworth DFL 3.3L V8          | D      | 291    |
| 19   | C2     | 86  | Mazdaspeed Co. Ltd.                     | Dave Kennedy Philippe Martin Jean-Michel Martin              | Mazda 737C                         | D      | 283    |
| 19   | C2     | 86  | Mazdaspeed Co. Ltd.                     | Dave Kennedy Philippe Martin Jean-Michel Martin              | Mazda 13B 1.3L 2-Rotor             | D      | 283    |
| 20   | C1     | 13  | Primagaz                                | Yves Courage Alain de Cadenet Jean-François Yvon             | Cougar C12                         | M      | 279    |
| 20   | C1     | 13  | Primagaz                                | Yves Courage Alain de Cadenet Jean-François Yvon             | Porsche Type-935 2.6L Turbo Flat-6 | M      | 279    |
| 21   | C2     | 99  | Roy Baker Promotions Ford               | Paul Smith Will Hoy Nick Nicholson                           | Tiga GC285                         | A      | 274    |
| 21   | C2     | 99  | Roy Baker Promotions Ford               | Paul Smith Will Hoy Nick Nicholson                           | Ford Cosworth BDT 1.7L Turbo I4    | A      | 274    |
| 22   | C1     | 34  | Kreepy Krauly Racing                    | Graham Duxbury Christian Danner Almo Coppelli                | March 85G                          | Y      | 270    |
| 22   | C1     | 34  | Kreepy Krauly Racing                    | Graham Duxbury Christian Danner Almo Coppelli                | Porsche Type-935 2.6L Turbo Flat-6 | Y      | 270    |
| 23   | C2     | 95  | Roland Bassaler                         | Roland Bassaler Dominique Lacaud Yvon Tapy                   | Sauber SHS C6                      | A      | 268    |
| 23   | C2     | 95  | Roland Bassaler                         | Roland Bassaler Dominique Lacaud Yvon Tapy                   | BMW M88 3.5L I6                    | A      | 268    |
| 24   | C2     | 85  | Mazdaspeed Co. Ltd.                     | Yoshimi Katayama Yojiro Terada Takashi Yorino                | Mazda 737C                         | D      | 264    |
| 24   | C2     | 85  | Mazdaspeed Co. Ltd.                     | Yoshimi Katayama Yojiro Terada Takashi Yorino                | Mazda 13B 1.3L 2-Rotor             | D      | 264    |
| DSQ  | C1     | 41  | WM Peugeot                              | Patrick Gaillard Pascal Pessiot Dominique Fornage            | WM P83B                            | M      | 267    |
| DSQ  | C1     | 41  | WM Peugeot                              | Patrick Gaillard Pascal Pessiot Dominique Fornage            | Peugeot PRV 2.6L Turbo V6          | M      | 267    |
| NC   | C2     | 77  | Spice Engineering                       | Tim Lee-Davey Neil Crang Tony Lanfranchi                     | Tiga GC84                          | D      | 226    |
| NC   | C2     | 77  | Spice Engineering                       | Tim Lee-Davey Neil Crang Tony Lanfranchi                     | Ford Cosworth DFV 3.0L V8          | D      | 226    |
| NC   | C2     | 74  | Team Labatt Gebhardt Engineering        | Frank Jelinski John Graham Nick Adams                        | Gebhardt JC853                     | A      | 224    |
| NC   | C2     | 74  | Team Labatt Gebhardt Engineering        | Frank Jelinski John Graham Nick Adams                        | Ford Cosworth DFV 3.0L V8          | A      | 224    |
| NC   | C2     | 98  | Roy Baker Promotions Ford               | François Duret David Andrews Duncan Bain                     | Tiga GC284                         | A      | 150    |
| NC   | C2     | 98  | Roy Baker Promotions Ford               | François Duret David Andrews Duncan Bain                     | Ford Cosworth BDT 1.7L Turbo I4    | A      | 150    |
| NC   | C2     | 93  | Automobiles Louis Descartes             | Louis Descartes Jacques Heuclin Daniel Hubert                | ALD 01                             | A      | 141    |
| NC   | C2     | 93  | Automobiles Louis Descartes             | Louis Descartes Jacques Heuclin Daniel Hubert                | BMW M88 3.5L I6                    | A      | 141    |
| DNF  | C1     | 18  | Brun Motorsport                         | Massimo Sigala Oscar Larrauri Gabriele Tarquini              | Porsche 956                        | D      | 323    |
| DNF  | C1     | 18  | Brun Motorsport                         | Massimo Sigala Oscar Larrauri Gabriele Tarquini              | Porsche Type-935 2.6L Turbo Flat-6 | D      | 323    |
| DNF  | C1     | 19  | Brun Motorsport                         | Walter Brun Joël Gouhier Didier Theys                        | Porsche 962C                       | D      | 304    |
| DNF  | C1     | 19  | Brun Motorsport                         | Walter Brun Joël Gouhier Didier Theys                        | Porsche Type-935 2.6L Turbo Flat-6 | D      | 304    |
| DNF  | C1     | 3   | Rothmans Porsche                        | Al Holbert Vern Schuppan John Marshall Watson                | Porsche 962C                       | D      | 299    |
| DNF  | C1     | 3   | Rothmans Porsche                        | Al Holbert Vern Schuppan John Marshall Watson                | Porsche Type-935 2.6L Turbo Flat-6 | D      | 299    |
| DNF  | C1     | 31  | Primagaz                                | Pierre Yver Pierre-François Rousselot François Sérvanin      | Rondeau M382                       | D      | 286    |
| DNF  | C1     | 31  | Primagaz                                | Pierre Yver Pierre-François Rousselot François Sérvanin      | Ford Cosworth DFV 3.0L V8          | D      | 286    |
| DNF  | C1     | 8   | New-Man Joest Racing                    | Paul Belmondo Mauricio de Narváez Kenper Miller              | Porsche 956                        | D      | 277    |
| DNF  | C1     | 8   | New-Man Joest Racing                    | Paul Belmondo Mauricio de Narváez Kenper Miller              | Porsche Type-935 2.6L Turbo Flat-6 | D      | 277    |
| DNF  | C2     | 80  | Carma F.F.                              | Martino Finotto Aldo Bertuzzi Guido Daccò                    | Alba AR6                           | A      | 228    |
| DNF  | C2     | 80  | Carma F.F.                              | Martino Finotto Aldo Bertuzzi Guido Daccò                    | Carma FF 1.9L Turbo I4             | A      | 228    |
| DNF  | GTP    | 40  | Jaguar Group 44                         | Brian Redman Hurley Haywood Jim Adams                        | Jaguar XJR-5                       | G      | 151    |
| DNF  | GTP    | 40  | Jaguar Group 44                         | Brian Redman Hurley Haywood Jim Adams                        | Jaguar 6.0L V12                    | G      | 151    |
| DNF  | C1     | 67  | Jean-Philippe Grand                     | Patrick Gonin Pascal Witmeur Pierre de Thoisy                | Rondeau M482                       | M      | 143    |
| DNF  | C1     | 67  | Jean-Philippe Grand                     | Patrick Gonin Pascal Witmeur Pierre de Thoisy                | Ford Cosworth DFL 3.3L V8          | M      | 143    |
| DNF  | C1     | 38  | Dome Team                               | Eje Elgh Geoff Lees Toshio Suzuki                            | Dome 85C-L                         | D      | 141    |
| DNF  | C1     | 38  | Dome Team                               | Eje Elgh Geoff Lees Toshio Suzuki                            | Toyota 4T-GT 2.1L Turbo I4         | D      | 141    |
| DNF  | C2     | 90  | Jens Winther Denmark                    | Jens Winther David Mercer Margie Smith-Haas                  | URD C83                            | A      | 141    |
| DNF  | C2     | 90  | Jens Winther Denmark                    | Jens Winther David Mercer Margie Smith-Haas                  | BMW M88 3.5L I6                    | A      | 141    |
| DNF  | B      | 157 | Angelo Pallavicini                      | Enzo Calderari Angelo Pallavicini Marco Vanoli               | BMW M1                             | A      | 116    |
| DNF  | B      | 157 | Angelo Pallavicini                      | Enzo Calderari Angelo Pallavicini Marco Vanoli               | BMW M88 3.5L I6                    | A      | 116    |
| DNF  | B      | 156 | Raymond Touroul Team                    | Raymond Touroul Thierry Perrier Philippe Dermagne            | Porsche 911SC                      | P      | 107    |
| DNF  | B      | 156 | Raymond Touroul Team                    | Raymond Touroul Thierry Perrier Philippe Dermagne            | Porsche 3.0L Flat-6                | P      | 107    |
| DNF  | C1     | 43  | WM Peugeot                              | Claude Haldi Roger Dorchy Jean-Claude Andruet                | WM P83B                            | M      | 73     |
| DNF  | C1     | 43  | WM Peugeot                              | Claude Haldi Roger Dorchy Jean-Claude Andruet                | Peugeot PRV 2.8L Turbo V6          | M      | 73     |
| DNF  | C2     | 104 | Ecurie Blanchet Locatop                 | Michel Dubois Hubert Striebig Noël del Bello                 | Rondeau M379                       | A      | 65     |
| DNF  | C2     | 104 | Ecurie Blanchet Locatop                 | Michel Dubois Hubert Striebig Noël del Bello                 | Ford Cosworth DFV 3.0L V8          | A      | 65     |
| DNF  | C1     | 24  | Cheetah Automobiles Switzerland         | Bernard de Dryver Claude Bourgoignie John Cooper             | Cheetah G604                       | D      | 53     |
| DNF  | C1     | 24  | Cheetah Automobiles Switzerland         | Bernard de Dryver Claude Bourgoignie John Cooper             | Aston Martin-Tickford 5.3L V8      | D      | 53     |
| DNF  | C2     | 79  | Ecurie Ecosse                           | Mike Wilds Ray Mallock David Leslie                          | Ecosse C285                        | A      | 45     |
| DNF  | C2     | 79  | Ecurie Ecosse                           | Mike Wilds Ray Mallock David Leslie                          | Ford Cosworth DFV 3.0L V8          | A      | 45     |
| DNF  | C1     | 46  | Bussi Racing Roland Bassaler            | Christian Bussi Jack Griffin Marion L. Speer                 | Rondeau M482                       | M      | 36     |
| DNF  | C1     | 46  | Bussi Racing Roland Bassaler            | Christian Bussi Jack Griffin Marion L. Speer                 | Ford Cosworth DFL 3.3L V8          | M      | 36     |
| DNF  | B      | 152 | Vogelsang                               | Harald Grohs Altfrid Heger Kurt König                        | BMW M1                             | A      | 32     |
| DNF  | B      | 152 | Vogelsang                               | Harald Grohs Altfrid Heger Kurt König                        | BMW M88 3.5L I6                    | A      | 32     |
| DNF  | C2     | 100 | Goodmands Sound Bartlett Chevron Racing | Richard Jones Robin Smith Max Cohen-Olivar                   | Chevron B62                        | A      | 19     |
| DNF  | C2     | 100 | Goodmands Sound Bartlett Chevron Racing | Richard Jones Robin Smith Max Cohen-Olivar                   | Ford Cosworth DFL 3.3L V8          | A      | 19     |
| DNF  | C2     | 82  | Grifo Autoracing                        | Paolo Giangrossi Pasquale Barberio Mario Radicella           | Alba AR3                           | D      | 5      |
| DNF  | C2     | 82  | Grifo Autoracing                        | Paolo Giangrossi Pasquale Barberio Mario Radicella           | Ford Cosworth DFL 3.3L V8          | D      | 5      |
| DNS  | C1     | 61  | Sauber Racing                           | John Nielsen Dieter Quester Max Welti                        | Sauber C8                          | D      | 0      |
| DNS  | C1     | 61  | Sauber Racing                           | John Nielsen Dieter Quester Max Welti                        | Mercedes-Benz M117 5.0L Turbo V8   | D      | 0      |
| DNS  | C2     | 81  | Carma F.F.                              | Loris Kessel Ruggero Melgrati Aldo Bertuzzi Jean-Pierre Frey | Alba AR2                           | A      | 0      |
| DNS  | C2     | 81  | Carma F.F.                              | Loris Kessel Ruggero Melgrati Aldo Bertuzzi Jean-Pierre Frey | Carma FF 1.9L Turbo I4             | A      | 0      |
| DNS  | C2     | 97  | Strandell Porsche                       | Stanley Dickens Martin Schanche                              | Strandell 85                       | A      | 0      |
| DNS  | C2     | 97  | Strandell Porsche                       | Stanley Dickens Martin Schanche                              | Porsche Type-934 3.3L Turbo Flat-6 | A      | 0      |
| DNQ  | C2     | 106 | Bruno Sotty                             | Martin Wagenstetter Kurt Hild                                | Lotec C302                         | D      | 0      |
| DNQ  | C2     | 106 | Bruno Sotty                             | Martin Wagenstetter Kurt Hild                                | Ford Cosworth DFV 3.0L V8          | D      | 0      |
| DNQ  | C1     | 55  | John Fitzpatrick Racing                 | Kenny Acheson Dudley Wood Jean-Louis Schlesser               | Porsche 962C                       | Y      | 0      |
| DNQ  | C1     | 55  | John Fitzpatrick Racing                 | Kenny Acheson Dudley Wood Jean-Louis Schlesser               | Porsche Type-935 2.6L Turbo Flat-6 | Y      | 0      |

1923 · 1924 · 1925 · 1926 · 1927 · 1928 · 1929 · 1930 · 1931 · 1932 · 1933 · 1934 · 1935 · 1936 · 1937 · 1938 · 1939 · 1940 - 1948 · 1949 · 1950 · 1951 · 1952 · 1953 · 1954 · 1955 (Ramp) · 1956 · 1957 · 1958 · 1959 · 1960 · 1961 · 1962 · 1963 · 1964 · 1965 · 1966 · 1967 · 1968 · 1969 · 1970 · 1971 · 1972 · 1973 · 1974 · 1975 · 1976 · 1977 · 1978 · 1979 · 1980 · 1981 · 1982 · 1983 · 1984 · 1985 · 1986 · 1987 · 1988 · 1989 · 1990 · 1991 · 1992 · 1993 · 1994 · 1995 · 1996 · 1997 · 1998 · 1999 · 2000 · 2001 · 2002 · 2003 · 2004 · 2005 · 2006 · 2007 · 2008 · 2009 · 2010 · 2011 · 2012 · 2013 · 2014 · 2015 · 2016 · 2017 · 2018 · 2019 · 2020 · 2021 · 2022 · 2023 · 2024